# 98 Ianta
98 Ianta (mednarodno ime 98 Ianthe) je  asteroid tipa C v glavnem asteroidnem pasu.

## Odkritje
Asteroid je odkril Christian Heinrich Friedrich Peters (1813 – 1890) 18. aprila 1868.. Poimenovan je po eni izmed okeanid iz grške mitologije.

## Lastnosti
Asteroid Ianta obkroži Sonce v 4,40 letih. Njegova tirnica ima izsrednost 0,190, nagnjena pa je za 15,613° proti ekliptiki. Njegov premer je 104,5 km, okrog svoje osi pa se zavrti v 16,5 urah .
Asteroid je na površini temen, verjetno vsebuje preproste ogljikove spojine.